# One Last Dance
One Last Dance es un largometraje singapurense dirigido por Max Makowski en el año 2005, asimismo, el guion original también es de Makowski. Se rodó en Singapur y fue producida por la compañía singapurense The Film Bund.

## Argumento
El argumento gira en torno a personajes del ámbito de la mafia asiática, el protagonista, T ( Francis Ng) es un asesino anónimo a sueldo cuyos clientes son gente de los bajos fondos. Sus encargos los recibe mediante notas escritas en sobres rojos, depositados en un buzón. En esas cartas rojas están escritos nombres de personas a las que T ha de matar. T es un hombre que, pese al trabajo que realiza, tiene una férrea moral y un sentido del deber que siempre le guían al llevar a cabo sus actos, algo que se aprecia durante toda la trama. T nunca bebe alcohol, siempre lleva el arma descargada, nunca trabaja los domingos, pero cumple celosamente con sus encargos. El problema surge cuando uno de sus clientes le contrata para asesinar al secuestrador de su hijo. Poco después, T descubre que el hijo de su cliente había sido secuestrado por Ko (Joseph Quek), amigo de T. Ko, quien ha establecido vínculos con la mafia italiana, necesita averiguar el paradero de alguien llamado Tatat, pero no consigue obtener dicha información de la persona secuestrada, por lo que encarga a T que le intimide. T, sin saber de quien se trata en realidad, consigue la información y, al acabar su trabajo, Ko asesina al joven. Esto mete a T y Ko en una espiral de violencia y asesinatos. Ko es asesinado por la mafia italiana, como consecuencia de una traición posterior, y T se involucra además en la venganza de Ko. Nombre por nombre, va eliminando a sus asesinos, hasta que ha de cumplir el último encargo: el del padre del chico asesinado por Ko y amedrentado por él mismo, quien ha pagado a su asesino anónimo (T) para eliminar a los responsables de la muerte de su hijo. 
Entretanto, T se ha enamorado de la hermana pequeña de Ko, Mae, (Vivian Hsu) camarera de un bar llamado Heaven. Existe un juego de símbolos en torno a este bar y a la misma Mae. Mae es la inocencia y lo idílico ante los ojos de T, un hombre racional y con nobles principios, pero con las manos manchadas de sangre. T acude al Heaven con bastante frecuencia. Este detalle simboliza el deseo de T de cambiar de vida, algo que no llega a expresarse verbalmente en el film, sino que es apreciable por medio de simbología y por las actitudes del protagonista.
Al final de la trama, Mae descubre al último responsable de la muerte de su hermano: Terrtano, el jefe de la mafia italiana (Harvey Keitel), quien había mandado a sus hombres contra Ko. En un arrebato, Mae mata a Terrtano pillándole por sorpresa en el hall de su hotel. T, en un último acto de amor, asume las consecuencias de esta acción de Mae, en su deseo de protegerla y preservar su inocencia. 

## Influencias
En la película se aprecian ciertas influencias del cine de Quentin Tarantino y de Takeshi Miike. La influencia de Tarantino está latente en todo el film, y se manifiesta más claramente en ciertos diálogos aparentemente intrascendentes, como pudiera ser la conversación que mantienen T y Ko en el heaven, acerca de cómo ha de servirse un té con leche. Esta conversación banal recuerda a la que mantienen Jules Winnfield (Samuel L. Jackson) y Vincent Vega (John Travolta) sobre la “royale con queso” francesa en Pulp Fiction.
Takeshi Miike ha influenciado especialmente la temática, ya que uno de los temas recurrentes de este director es la yakuza japonesa. Su estilo personal, que no ahorra violencia al espectador, y ésta en ocasiones llega a ser algo gratuita, ha influido al director Max Makowski en este film. El baile de la muerte esta llena de alusiones en este sentido. Sin embargo, y aunque el film no sea de los que pasen a la historia, ésta es una película muy personal y con un buen guion que utiliza al máximo recursos narrativos cinematográficos como el flashforward y el flashback, entre otros. La historia replantea el concepto de héroe, le da nuevos significados, por lo que puede tener un componente filosófico interesante. Asimismo, está llena de ironía, y tiene algunos momentos cómicos que funcionan bien en el film.

## Reparto
- Francis Ng: T
- Lung Ti: Captain
- Vivian Hsu: Mae
- Joseph Quek: Ko
- Harvey Keitel: Terrtano

- Datos: Q2413633